# Metropolitanato de Saranta Ekklisies
El metropolitanato de Saranta Ekklisies (en griego: Ιερά Μητρόπολη Σαράντα Εκκλησιών) es una diócesis de la Iglesia ortodoxa perteneciente al patriarcado de Constantinopla. Su sede estuvo en Saranta Ekklisies (la actual Kırklareli) en Turquía. Su titular lleva el título metropolitano de Saranta Ekklisies, el más honorable ('hypertimos') y exarca de toda Tracia (en griego: Ο Σαράντα Εκκλησιών, υπέρτιμος και έξαρχος πάσης Θράκης). 

## Territorio
El metropolitanato de Saranta Ekklisies se encuentra en la provincia de Kırklareli. Limita al norte con el metropolitanato de Sliven (de la Iglesia ortodoxa de Bulgaria); al este con el metropolitanato de Bizia y Medea; y al sur y al oeste con el metropolitanato de Adrianópolis.
Además de Kırklareli, otras localidades del metropolitanato son: Pınarhisar, Kaynarca, Üsküp y Yoğuntaş (la antigua Scopelo).

## Historia
La diócesis de Scopelo en la provincia romana de Emimonto en la diócesis civil de Tracia se menciona por primera vez en la Notitia Episcopatuum atribuida al emperador León VI y fechada a principios del siglo X. Algunas Notitiae del siglo XIV la incluyen entre las sedes metropolitanas del patriarcado. Era sufragánea de Adrianópolis. Pero al igual que otras metrópolis efímeras, Scopelo tuvo que ser degradada demasiado pronto, incluso antes de la conquista turca, un momento en que no se sabe nada más sobre esta diócesis.
A esta diócesis, Le Quien asigna como primer obispo san Regino, mencionado en el sinasario griego, quien habría participado en el Concilio de Sárdica y quien, según la tradición cristiana, habría sufrido el martirio durante las persecuciones ordenadas por el emperador Juliano el Apóstata.
Las fuentes conciliares dan fe de la existencia de dos obispos. El obispo Rubino participó en el Concilio de Nicea II en 787. Bardanes participó en el Concilio de Constantinopla en 879-880 que rehabilitó al patriarca Focio, y su nombre aparece en las listas conciliares después de la del metropolitano Felipe de Adrianópolis.
Un sello episcopal del siglo XI lleva el nombre del obispo Constantino, a quien Vitalien Laurent asigna a la diócesis de Scopelo de Tracia, en lugar de a la diócesis homónima de Tesalia. Sin embargo, otros autores señalan que este sello también lleva la imagen con la inscripción de san Regino (o Rigino), quien habría sido obispo de Scopelo en Tesalia, donde hoy es venerado; se deduce que Constantino también pertenecería a la sede griega y no al de Emimonto.
El área fue ocupada por los otomanos circa 1365 y la diócesis de Scopelo fue abolida poco después a causa de la despoblación. En mayo de 1906 fue creado el metropolitanato de Saranta Ekklisies con parte del territorio del metropolitanato de Adrianópolis. En marzo de 1913 Kırklareli fue ocupada por Bulgaria, pero en julio de 1913 los otomanos la recuperaron. El 14 de julio de 1920 fue ocupada por el ejército griego y el sector fue anexado a Grecia el 28 de julio de 1920. Tras la derrota griega en Asia Menor, en octubre de 1922 la población ortodoxa que vivía al este del río Maritsa debió ser evacuada al oeste de ese río, ya que el 12 de noviembre de 1922 el área fue entregada a Turquía. Tras los acuerdos del Tratado de Lausana de 1923, que obligó al intercambio de poblaciones entre Grecia y Turquía, ninguna población ortodoxa permaneció dentro de los límites del metropolitanato de Saranta Ekklisies, que dejó de hecho de existir.
Después de la Primera Guerra Mundial se estableció la diócesis de Lozengrad (nombre búlgaro de Kırklareli) de la Iglesia ortodoxa de Bulgaria, que desde 1922 hasta 1925 fue gobernada por el obispo Ilarion Nishavski. Luego fue reemplazado por Neofit Skopski, quien también gobernó la vecina diócesis de Edirne desde 1932 hasta su muerte en 1938. Después de eso, las diócesis fueron cerradas y los búlgaros en Turquía fueron atendidos por la vicaría del exarcado búlgaro.

## Cronología de los obispos

### Obispos de Scopelo
- San Regino? † (circa 344-circa 362/363)[13]
- Rubino † (mencionado en 787)
- Bardanes † (mencionado en 879)[13]
- Constantino? † (mencionado en siglo XI)

### Metropolitanos de Saranta Ekklisies
- Antimo † (3 de mayo de 1906-25 de noviembre de 1910 elegido metropolitano de Xanthi)
- Agatángelo † (25 de noviembre de 1910-20 de octubre de 1922 elegido metropolitano de Edessa)
- Silas Koskinas † (15 de octubre de 1996-12 de diciembre de 2000 falleció)